# Хановерска династия
Хановерската династия (на английски: House of Hanover) е династия, наследила династията Стюарт като крале на Великобритания и управлявала от 1714 до 1901 година. Времето на управление на първите четирима крале от тази династия във Великобритания е известно и като Джорджианска епоха. Днешната британска владетелска фамилия, династията Уиндзор е нейно съребрено разклонение.
До 1837 управляват също така първоначалното си владение в Германия – Хановер (отначало като курфюрсти, а после като крале до 1866 г.). Те са клон на стария германски род Велфи, който до началото на 18 век управлява Брауншвайг.
Макар в много отношения представителите на династията да са чужди на английската култура (Джордж I изобщо не говорел английски), Велфите се оказват на британския престол благодарение на Акта за наследяването на престола от 1701 г., който отрязва пътя към британската корона на многочислените католици, свързани кръвно с династията Стюарт. Хановерските владетели произлизат от курфюрстината София Хановерска, чиито родители са английската принцеса Елизабет Стюарт (дъщеря на Джеймс I и Анна Датска) и протестантът Фридрих V, курфюрст на Пфалц.
Джорджианската епоха се характеризира с усилване на парламентаризма, отслабване на кралската власт, укрепване на британската демокрация. По това време започва Индустриалната революция и започва бурно развитие на капитализма. Това е и периодът на Просвещението и революциите в Европа, войната за независимост на американските колонии, завоюването на Индия и Френската революция.
Благодарение на встъпването на Велфите на британския престол някои известни личности от Хановер продължават да работят в Англия и постигат световна слава – композиторът Георг Фридрих Хендел и астрономът Уилям Хершел. В същото време английската външна политика започва да се ръководи и от интересите на Хановерското курфюрство и защитата му от външни посегателства. Това става една от причините за Седемгодишната война.
Според принципите на унаследяване на престола на Обединеното кралство при липса на мъжки наследници тронът се заема от женски наследник, но с кончината на съответната кралица династията се счита за приключена, а нейният наследник е основоположник на нова династия на името на бащата (въпреки че той е принц-консорт, а не властващ владетел). Така с кончината на кралица Виктория е прекратена Хановерската династия във Великобритания, а синът ѝ Едуард VII поставя началото на съвременната властваща династия. Тя е Сакс-Кобург и Гота по името на баща му принц-консорт Алберт, но през Първата световна война Великобритания влиза във война с Германската империя и по политически подбуди за подсилване на морала на нацията и особено на войниците на бойното поле, немското име е заменено с Уиндзор по името на замъка Уиндзор, официална резиденция на кралското семейство, което име се запазва до днес.

## Крале на Великобритания (1714 – 1901)

### Джордж I (1714 – 1727)
Династията води началото си от Ернст Август I фон Каленберг (1629 – 1698), четвърти син на херцог Георг фон Брауншвайг-Каленберг. Ернст Август подкрепя германския император Леополд I във войните му срещу Османската империя и Франция, заради което през 1692 г. получава титлата „курфюрст на Хановер“. През 1658 г. той се жени за София (1630 – 1714), дъщеря на пфалцкия курфюрст и претендент за чешката корона Фридрих V и внучка по майчина линия на английския крал Джеймс I. От нея той има седем деца, достигнали пълнолетие:
1. Георг Лудвиг (7.6.1660 – 22.6.1727), курфюрст на Хановер (1698 – 1727)
2. Фридрих Август (1661 – 1691)
3. Максимилиан Вилхелм (1666 – 1726)
4. София Шарлота (1668 – 1705), ∞ 1684 за пруския крал Фридрих I (1657 – 1713)
5. Карл Филип (1669 – 1690)
6. Христиан (1671 – 1703)
7. Ернст Август (1674 – 1728), херцог на Йорк, епископ на Оснабрюк.[3]

След смъртта на кралица Анна, курфюрст Георг Лудвиг я наследява в качеството си на неин най.близък роднина, протестант по вероизповедание. Провъзгласен е за крал на Великобритания под името Джордж I (1714 – 1727). По този начин от престолонаследието са отстранени последните представители на династията Стюарти, изповядващи католицизма. Джордж I не успява да си спечели популярност сред своите поданици. Той се интересува предимно от германските си владения и ориентира своята външна политика към съюз с Франция. До края на живота си не научава английски език и оставя вътрешните дела в ръцете на министри от партията на вигите. Още в Хановер, през 1682 г. той сключва брак с братовчедка си София Доротея (1666 – 1726), дъщеря на херцог Георг Вилхелм фон Брауншвайг-Люнебург. Нейното скандално поведение довежда до развод през 1694 г., след който тя завършва живота си в затвор.
Джордж I има от съпругата си две деца:
1. Джордж II (30.10.1683 – 25.10.1760), курфюрст на Хановер (1727 – 1760)
2. Софи Доротея (1687 – 1757), ∞ 1706 за пруския крал Фридрих Вилхелм I (1688 – 1740).[3]

### Джордж II (1727 – 1760)
След като Джордж I умира, всички негови владения са наследени от сина му Джордж II (1727 – 1760). Подобно на баща си, новият крал покровителства вигите. Все повече нараства ролята на правителството в управлението на страната. Свързан с Германия, той въвлича Великобритания в европейските конфликти, като Войната за австрийското наследство (1740 – 1748), без особена полза за страната. В края на живота си назначава за министър-председател лидера на вигите Уилям Пит Старши, който допринася за победата в Седемгодишната война (1756 – 1763), приключила със завладяването на Канада. По времето на Джордж II Великобритания не само се превръща в най-голямата колониална сила в света, но е и най-добре развитата в индустриално отношение страна в Европа.
Голямо влияние над решенията на Джордж II има неговата съпруга (от 1705 г.) Каролина Вилхелмина (1683 – 1737), дъщеря на маркграф Йохан Фридрих фон Бранденбург-Ансбах. От нея кралят има седем деца:
1. Фредерик Луис (1707 – 1751), принц на Уелс, който умира преди баща си, с когото е във враждебни отношения. Женен (1736) е за Августа (1719 – 1772), дъщеря на херцог Фридрих II фон Саксония-Гота-Алтенбург, която изцяло споделя политическите възгледи на мъжа си и му ражда девет деца, едно от които умира в детска възраст:
  1. Августа (1737 – 1813), ∞ 1764 за херцог Карл Вилхелм Фердинанд фон Брауншвайг-Волфенбютел (1735 – 1806)
  2. Джордж III (4.6.1738 – 29.1.1820), курфюрст на Хановер (1760 – 1815), крал на Хановер (1815 – 1820)
  3. Едуард Август (1739 – 1767), херцог на Йорк (1728 – 1767)
  4. Елизабет Каролина (1713 – 1757)
  5. Уилям Хенри (1743 – 1805), 1-ви херцог Глостър, ∞ 1766 за Мери Уолпол (1736 – 1807):
    1. София Матилда (1773 – 1844)
    2. Уилям Фредерик (1776 – 1843), 2-ри херцог Глостър, ∞ 1816 за братовчедка си Мария (1776 – 1857), дъщеря на крал Джордж III

  6. Хенри Фредерик (1745 – 1790), херцог на Къмбърленд, ∞ 1771 за Анна Лутрел (1742 – 1808)
  7. Луиза Анна (1748/49 – 1768)
  8. Каролина Матилда (1751 – 1775), ∞ 1766 (развод 1772) за датския крал Кристиан VII
2. Анна (1709 – 1759), ∞ 1734 за принц Вилем IV Орански (1711 – 1751)
3. Амелия (1711 – 1786)
4. Каролина Елизабет (1713 – 1759)
5. Уилям Август (1721 – 1765), херцог на Къмбърленд
6. Мария (1723 – 1772), ∞ 1740 за ландграф Фридрих II фон Хесен-Касел (1720 – 1785)
7. Луиза (1724 – 1751, ∞ 1743 за датския крал Фредерик V.[3]

### Джордж III (1760 – 1820)
Джордж III (1760 – 1820), първородният син на уелския принц Фредерик Луис, наследява английския престол след смъртта на дядо си Джордж II. идването му на власт води до отстраняването на вигите от управлението и до заместването им с торите. С тяхна помощ се стреми да възстанови отслабналата кралска власт, без да скъсва връзките с парламента. Неудачният избор на кабинет и неправилното увеличаване на данъците в американските колонии, чиито жители нямат свои представители в законодателната власт, води до нарастване на недоволството сред неговите поданици. В желанието си да запазят своите традиционни свободи, американските заселници започват война за независимост (1775 – 1783), довела до провъзгласяването на САЩ (1776). Този провал, както и зачестилите психически кризи на суверена, окончателно го изместват от ръководството на държавните дела, които са поети от авторитетния министър-председател Уилям Пит Младши (1784). По негово време Англия се превръща в организатор на европейските коалиции срещу републиканска и Наполеонова Франция. През 1810 г. Джордж III ослепява и губи напълно разсъдъка си, затова до края на живота си остава само номинално английски държавен глава. За негов регент през 1811 г. е определен първородният му син, уелският принц Джордж. През 1815 г. Виенският конгрес издига германското владение Хановер в кралство.
През 1761 г. кралят се жени за София Шарлота (1744 – 1818), дъщеря на херцог Карл фон Мекленбург-Щрелиц, която ражда петнадесет деца, две от които умират в детска възраст:
1. Джордж IV (12.8.1762 – 26.6.1830), крал на Хановер (1820 – 1830)
2. Фредерик Огъст (1763 – 1827), херцог на Йорк и Олбъни, ∞ 1791 за Фридерика (1767 – 1820), дъщеря на пруския крал Фридрих Вилхелм II
3. Уилям IV (21.8.1765 – 20.6.1837), крал на Хановер (1830 – 1837)
4. Шарлота Августа (1766 – 1828), ∞ 1797 за краля на Вюртемберг Фридрих I
5. Едуард Огъст (1767 – 1820), херцог на Кент, ∞ 1818 за Виктория (1786 – 1861), дъщеря на херцог Франц Фридрих антон фон Саксен-Кобург-Заалфелд, от която има една дъщеря:
  1. Виктория (24.5.1819 – 22.1.1901)
6. Августа София (1768 – 1840)
7. Елизабет (1770 – 1840), ∞ 1818 за ландграф Фридрих VI фон Хесен-Хомбург (1769 – 1829)
8. Ернст Август I (5.6.1771 – 18.11.1851), 1-ви херцог Къмбърленд, крал на Хановер (1837 – 1851), ∞ 1815 за Фридерика (1778 – 1841), дъщеря на херцог Карл II фон Мекленбург-Щрелиц
9. Огъст Фредерик (1773 – 1843), два морганатични брака: 1793 за Августа Мъри (1768 – 1830) и 1831 за Сесилия Содърс Гор (ок. 1785 – 1873)
10. Адолф Фредерик (1774 – 1850), 1-ви херцог на Кембридж, вицекрал на Хановер (1816 – 1837), ∞ 1818 за Августа (1797 – 1889), дъщеря на ландграф Фридрих фон Хесен-Касел, от която има син и две дъщери:
  1. Джордж Уилям Фредерик (1819 – 1904), 2-ре херцог на Кембридж, ∞ 1847 за Сара (Луиза) Файрбротер (1816 – 1890)
  2. Августа (1822 – 1916), ∞ 1843 за великия херцог Фридрих Вилхелм фон Мекленбург-Щрелиц (1819 – 1904)
  3. Мария Аделаида (1833 – 1897), ∞ 1866 за херцог Франц фон Тек (1837 – 1900)
11. Мария (1776 – 1857), ∞ 1816 за Уилям Фредерик (1776 – 1834), 2-ри херцог на Глостър
12. София (1777 – 1848), неомъжена
13. Амалия (1783 – 1810), неомъжена.[4]

### Джордж IV (1820 – 1830)
След смъртта на Джордж III на престола се възкачва най-големият му син Джордж IV (1820 – 1830), дотогава регент на кралството. Неговата незаинтересованост и скандалният му начин на живот скоро го правят непопулярен сред народа. още като престолонаследник, той сключва таен брак с вдовицата Мери-Ан Фицхърбърт, а след като се развежда с нея се жени през 1795 г. за своята братовчедка Каролина Амалия (1768 – 1821), дъщеря на херцог Карл Вилхелм Фердинанд фон Брауншвайг-Волфенбютел. Този брак се оказва несполучлив и през 1820 г. кралят започва бракоразводно дело, което губи. При все това кралицата не е допусната на коронацията на своя съпруг на 19 юли 1821 г. Единствената им дъщеря Шарлота Августа (1796 – 1817) се омъжва през 1816 г. за принц Леополд фон Сакс-Кобург-Гота, бъдещ крал на Белгия, но умира при раждане заедно с детето си.

### Уилям IV (1830 – 1837)
След смъртта на Джордж IV престолът е наследен от по-малкия му брат Уилям IV (1830 – 1837), който не играе значителна роля в управлението на държавата. начело на правителството по негово време са вигите, които през 1832 г. прокарват в парламента избирателна реформа, осигуряваща по-добро представителство на английското население. От 1790 Уилям IV като престолонаследник има извънбрачна връзка с актрисата Дороти Бланд, по известна като „мисис Йордан“, от която има десет извънбрачни деца. През 1818 г. се жени официално за Аделаида (1792 – 1849), дъщеря на херцог Георг I фон Саксен-Майнинген от която има две дъщери, починали като бебета.

### Виктория I (1837 – 1901)
След смъртта на Уилям IV за кралица на Великобритания е провъзгласена неговата племенница Виктория I (1837 – 1901), дъщеря на Едуард Огъст, херцог на Кент. Нейната личност налага дълбок отпечатък върху цялата епоха на продължителното ѝ управление, наречена „викторианска“. Владетелката взема активно непосредствено участие в политическия живот, без да ограничава прерогативите на правителството и парламента. Успява да преодолее остротата на редица социални проблеми с помощта на своите съветници, сред които особено място заема съпругът ѝ Алберт фон Сакс-Кобург-Гота (1819 – 1861), принц-консорт на Великобритания.
През 1846 г. министър-председателят Робърт Пийл постига отмяната на житните закони, с което утвърждава свободата на търговската дейност в страната. лидерът на торите Бенджамин Дизраели, близък на кралицата, укрепва с политическите решения колониалната империя на Великобритания и ръководното място на страната сред останалите Велики сили. През 1876 г. с негово съдействие Виктория I е провъзгласена за императрица на Индия. По време на руско-турската война (1877 – 1878), Англия се противопоставя на Русия и успява да ограничи резултатите от нейната победа. утвърждава се английското влияние в Османската империя, а Берлинският конгрес (1878) предоставя на британската администрация остров Кипър.
През последните десетилетия на 19-ти век управлението преминава в ръцете на либералите, начело с Уилям Гладстон. Те постигат сериозно разширяване на гражданските права на населението, увеличават броя на британските поданици с право на гласуване, признават официално дейността на английските синдикати (трейдюнионите). В края на живота на Виктория I, обществото на Великобритания се радва на изключителен просперитет, а страната – на всепризнат авторитет в световен мащаб. Възкачването на престола през 1901 г. на първородният ѝ син Едуард VII, поставя началото на нова кралска династия във Великобритания, приела названието Уиндзор.
Виктория I и съпругът ѝ Алберт фон Сакс-Кобург-Гота имат девет деца:
1. Виктория Аделаида Мария Луиза (1840 – 1901), ∞ 1858 за бъдещия император на Германия Фридрих III
2. Едуард VII (9.11.1841 – 5.5.1910), следващия крал на Великобритания, ∞ 1863 за Александра (1844 – 1925), дъщеря на датския крал Кристиан IX
3. Елис Мод Мери (1843 – 1878), ∞ 1862 за великия херцог Лудвиг IV фон Хесен (1837 – 1892)
4. Алфред Ернст Алберт (1844 – 1900), херцог на Единбург, херцог Алфред фон Сакс-Кобург-Гота (1893 – 1900), ∞ 1874 за великата руска княгиня Мария Александровна (1853 – 1920)
5. Елена Августа (1846 – 1923), ∞ 1866 за принц Кристиан фон Шлезвиг-Холщайн-Зондербург-Августенбург (1831 – 1917)
6. Луиза Каролина (1848 – 1939), ∞ 1871 за Джон Доналд Кемпбъл (1845 – 1914), 9-ти херцог Аргайл
7. Артър Уилям Патрик (1850 – 1942), 1-ви херцог на Конаут, ∞ 1879 за Луиза Маргарита (1860 – 1917), дъщеря на пруския принц Фридрих Карл
8. Леополд Джордж Дънкън Албърт (1853 – 1884), 1-ви херцог Олбани, ∞ 1882 за Елена фон Валдек-Пирмонт (1861 – 1922)
9. Беатрис Мери Виктория Теодора (1857 – 1944), ∞ 1885 за принц Хайнрих фон Батенберг (1858 – 1896).[5]

## Крале на Хановер (1815 – 1866)

### Крале на Великобритания и Хановер (1815 – 1837)
- Георг III (4.6.1738 – 29.1.1820), син на английския крал Джордж II курфюрст на Хановер (1760 – 1815), крал на Хановер (1815 – 1820), крал на Великобритания (Джордж III, 1760 – 1820)
- Георг IV (12.8.1762 – 26.6.1830), първи син на Георг III, крал на Хановер (1820 – 1830), крал на Великобритания (Джордж IV, 1820 – 1830)
- Вилхелм (21.8.1765 – 20.6.1837), трети син на Георг III, крал на Хановер (1830 – 1837), крал на Великобритания (Уилям IV, 1830 – 1837)

### Ернст Август I (1837 – 1851)
Смъртта на крал Вилхелм (Уилям IV) през 1837 г. води до отделянето на кралство Хановер от владенията на английските крале, тъй като престолът там се наследява само по мъжка линия. За крал е провъзгласен Ернст Август I (5.6.1771 – 18.11.1851), пети син на Георг III, 1-ви херцог Къмбърленд, крал на Хановер (1837 – 1851). Управлението му минава под знака на непрекъснати конфликти с местните либерали, ратуващи за спазването на конституцията. През 1815 г. сключва брак с Фридерика (1778 – 1841), дъщеря на херцог Карл II фон Мекленбург-Щрелиц, която ражда само един син Георг V (27.5.1819 – 12.6.1878), следващия и последен крал на Хановер.

### Георг V (1851 – 1866)
След смъртта си Ернст Август I оставя короната на единствения си син Георг V (1851 – 1866). През 1866 г. той е принуден да абдикира, когато Хановер преминава под властта на Прусия. Умира през 1878 г. Крал Георг V взема за съпруга през 1843 г. Мария (1818 – 1907), дъщеря на херцог Йозеф фон Саксен-Алтенбург, от която има три деца:
1. Ернст Август II (21.9.1845 – 14.11.1923), 2-ри херцог на Къмбърланд и херцог на Брауншвайг-Люнебург, ∞ 1878 за тира (1853 – 1933), дъщеря на датския крал Кристиан IX, от която има шест деца:
  1. Мария Луиза (1879 – 1948), ∞ 1900 за принц Максимилиан фон Баден (1867 – 1929)
  2. Георг Вилхелм (1880 – 1912), неженен
  3. Александра (1882 – 1963), ∞ 1904 за великия херцог Фридрих Франц IV фон Мекленбург-Шверин (1882 – 1945)
  4. Олга (1884 – 1958), неомъжена
  5. Кристиан (1885 – 1901)
  6. Ернст Август III (17.11.1887 – 30.1.1953), херцог на Брауншвайг (1813 – 1818), ∞ 1913 за Виктория Луиза (1892 – 1980), дъщеря на германския император Вилхелм II, от която има пет деца:
    1. Ернст Август IV (18.3.1914 – 9.12.1987), принц на Хановер, Великобритания и Северна Ирландия, херцог на Брауншвайг-Люнебург, ∞ (1) 1951 за Ортруд (1925– 1980), дъщеря на принц Алберт фон Шлезвиг-Холщайн-Зондербург-Глюксбург, от която има шест деца; ∞ (2) 1981 за Моника цу Солмс-Лаубах (*1929), от която няма деца:
      1. (1) Мария (*1952), ∞ 1982 за граф Михаел фон Гохберг (*1943)
      2. (1) Ернст Август V (*26.2.1954), принц на Хановер, Великобритания и Северна Ирландия, херцог на Брауншвайг-Люнебург, ∞ 1981 (морганатичен брак, развод 1997) за Шантал Хохули (*1955); ∞ (2) 1999 за Каролина Луиза Маргарита (*1957), дъщеря на княза на Монако Рение III
      3. (1) Лудвиг Рудолф (1955 – 1988), ∞ 1987 за графиня Изабела фон Турн-и-Валзасина-Комо-Верчели (1962 – 1988)
      4. (1) Олга (*1958)
      5. (1) Александра (*1959), ∞ 1981 за княз Андреас цу Лейнинген (*1955)
      6. (1) Хайнрих Юлиус (*1961), ∞ 1999 за Тира фон Вестернхаген (*1973)

    2. Георг Вилхелм (1915 – 2006), ∞ 1946 за София (*1914), дъщеря на гръцкия принц Андреас, от която има три деца:
      1. Велф Ернст (1947 – 1981), ∞ 1969 (морганатичен брак, развод 1979) за Вибке ван Гунстерен (*1948)
      2. Георг (*1949), ∞ 1973 за Виктория Ен Би (*1951)
      3. Фредерика (*1954), ∞ 1979 за Джери Уилям Кир (*1951)

    3. Фредерика Луиза (1916 – 1981), ∞ 1938 за бъдещия гръцки крал Павлос I
    4. Кристиан (1919 – 1981), ∞ 1963 (морганатичен брак, развод 1976) за Мирела Дютри (*1946)
    5. Велф Хенрих (1923 – 1997), ∞ 1960 за принцеса Александра цу Изенбург-Бюдинген (*1937)
2. Фредерика (1848 – 1926), ∞ 1880 за барон Алфонс Павел фон Раминген (1843 – 1932)
3. Мария (1849 – 1904), неомъжена.[4]